# Betchat
Betchat är en kommun i departementet Ariège i regionen Occitanien i södra Frankrike. Kommunen ligger  i kantonen Saint-Lizier som ligger i arrondissementet Saint-Girons. År 2022 hade Betchat 356 invånare.

## Befolkningsutveckling
Antalet invånare i kommunen Betchat
Referens: INSEE